# Скопич Петро Іванович
Петро́ Іва́нович Ско́пич (* 1940) — бульдозерист, заслужений меліоратор Української РСР.

## З життєпису
Народився 1940 року в селі Обуховичі (сучасний Іванківський район, Київська область). Працював бульдозеристом в ПМК-168.
1976 року нагороджений орденом Трудової Слави.
1984-го відзначений Почесною грамотою Президії ВР УРСР.
1986 року відзначений почесним званням «Заслужений меліоратор УРСР».